# Fertőszéplak
Fertőszéplak (em alemão: Schlippach am See) é um município da Hungria, situado no condado de Győr-Moson-Sopron. Tem 21,78 km² de área e sua população em 2015 foi estimada em 1.312 habitantes.